# Pyan Habib
Pyan Habib (en malayo: Pyan Habib; Taiping, Perak, 27 de mayo de 1958—Hulu Kelang, Selangor, 4 de junio de 2024) fue un poeta y actor de cine malasio.

## Breve biografía
Terminó la escuela primaria. La sordera que surgió a los 11 años tras una enfermedad impidió su educación posterior. En 1975 se trasladó a Kuala Lumpur. Trabajó en puestos auxiliares, incluyendo lavaplatos en un restaurante en 1977.

## Obra
Escribió poesía desde 1976. Desde 1979 publicó en la revista literaria «Dewan Sastera». En 1982 comenzó a trabajar como periodista en la popular revista «Mastika» (Joya). Llamaron la atención de los críticos sus colecciones «Voz» (1982) y «El nervio de mi tristeza» (1985). Los poemas del poeta tienen un carácter altamente social, llenos de simpatía por la lucha de los pueblos oprimidos por su liberación (incluyendo al pueblo palestino). Fueron muy valorados por Abdul Latiff Mohidin (quien fuera su mentor) y Usman Awang.Al mismo tiempo, evitó una participación activa en política. Algunos de sus poemas fueron musicalizados (por ejemplo, «Mi padre es ministro» del compositor y cantante Meor Yusof Aziddin).
Fue uno de los iniciadores de las lecturas poéticas «bajo el poste de luz» del Bazar de las Artes en Kuala Lumpur en 1986, miembro del grupo de poetas y artistas «Hijos de la Naturaleza»Participó activamente en la organización de escritores «Pena», y se presentó regularmente en sus lecturas poéticas mensuales.Actuó en seis películas.
Murió la noche del 4 de junio de 2024 en su casa en Hulu Kelang a los 66 años.

## Publicaciones
- Pyanhabib (1982) Suara. Kuala Lumpur.
- Pyanhabib (1985) Saraf Dukaku. Kuala Lumpur.
- Pyanhabib (2010) Dinsman. Antologi Puisi 56 Penyair. eBook PDF / e-Pub, 2010
- Pyanhabib (2012). Balada (Cet. 1 edición). Institut Terjemahan & Buku Malaysia. ISBN 978-983-068-896-1.
- Institut Terjemahan & Buku Malaysia, ed. (2015). Melukis puisi: sebuah pencitraan puisi-puisi Pyan Habib (Cetakan pertama edición). Institut Terjemahan & Buku Malaysia ; HOM Art Trans. ISBN 978-967-0892-45-0.
- Pyanhabib (2017). Politikus Tikus. Tikus. Kuala Lumpur: Thukul Bersekutu. ISBN 9789672011736.
- Pyanhabib (2017) Dialog Kecil PYANHABIB: Bonus, Teruskan Saja, BIB! eBook PDF / e-Pub.[8]

## Filmografía
- 2022 - En la miniserie One Cent Thief,  en el papel de Osman.[9]
- 2015 - En la comedia, Usop Wilcha Meghonjang Makhluk Muzium en el papel de Perak Man.[10]
- 2045 - Lorong Kecil Ke Syurga, en el papel de Osman Tiku.[11]
- 2014 - Apokalips X, en el papel de Pendita.[12]
- 2013 - Rock Oo! Rimba Bara Kembali, en el papel de Tauke Kedai.[13]
- 1990 - En la comendia romántica del director Hatta Azad,  KhanMat Som.[14]
- 1989 - En la comedia romántica Tak kisahlah beb, en el papel de Zahar, del director Aziz Sattar. [15]
- 1986 - Tsu-Feh Sofiah, del director Rahim Razali. [16]
- 1986 - Kembara Seniman Jalanan, en el papel de Osman Tikus.[17]

## Premios
- Mejor actor de reparto (7º Festival de Cine de Malasia, 1987).